# Callistethus tumidicauda
Callistethus tumidicauda är en skalbaggsart som beskrevs av Gilbert John Arrow 1912. Callistethus tumidicauda ingår i släktet Callistethus och familjen Rutelidae. Inga underarter finns listade.